# The Windmills of Your Mind
The Windmills of Your Mind é uma canção de 1968 e que foi interpretado por Noel Harrison. Com a música e letras de Michel Legrand, Alan e Marilyn Bergman. Esta música faz parte da banda sonora do filme Crown, O Magnífico, com Steve McQueen e Faye Dunaway.
Em 1969, Legrand e os irmãos Bergman ganharam um Óscar de melhor canção original.